# Tabor Spur
Der Tabor Spur ist ein schmaler und zerklüfteter Bergrücken im westantarktischen Marie-Byrd-Land. Er springt an der Front des Bermel Escarpment zwischen dem Taylor Outlier und dem Elliott-Nunatak hervor.
Der US-amerikanische Kartograph Peter Frank Bermel und der US-amerikanische Geologe und Polarforscher Arthur B. Ford, die zwischen 1960 und 1961 eine Expedition des United States Geological Survey zu den Thiel Mountains geleitet hatten, nahmen die Benennung vor. Namensgeber ist Rowland Whitney Tabor (* 1932), der als Geologe an Erkundungen der Thiel Mountains von 1961 bis 1962 teilgenommen hatte.